# Leichtathletik-Weltmeisterschaften 2009/Teilnehmer (Vereinigte Staaten)
| Gelbes Symbol für Goldmedaillen mit stilisierten Olympischen Ringen | Graues Symbol für Silbermedaillen mit stilisierten Olympischen Ringen | Braundes Symbol für Bronzemedaillen mit stilisierten Olympischen Ringen |
| ------------------------------------------------------------------- | --------------------------------------------------------------------- | ----------------------------------------------------------------------- |
| 10                                                                  | 6                                                                     | 6                                                                       |

Der US-amerikanische Leichtathletik-Verband stellte 130 Athleten bei den Leichtathletik-Weltmeisterschaften 2009 in Berlin.

## Ergebnisse

### Männer

#### Laufdisziplinen
| Athlet | Disziplin        | Vorlauf      | Vorlauf | Viertelfinale | Viertelfinale | Halbfinale         | Halbfinale         | Finale             | Finale             |
| Athlet | Disziplin        | Zeit         | Platz   | Zeit          | Platz         | Zeit               | Platz              | Zeit               | Platz              |
| --- | ---------------- | ------------ | ------- | ------------- | ------------- | ------------------ | ------------------ | ------------------ | ------------------ |
| Monzavous Edwards | 100 m            | 10,32 s      | 21      | 10,15 s       | 12            | 10,14 s            | 10                 | nicht qualifiziert | nicht qualifiziert |
| Tyson Gay | 100 m            | 10,16 s      | 1       | 9,98 s        | 2             | 9,93 s             | 2                  | 9,71 s NR          | Silber             |
| Tyson Gay | 200 m            | DNS          | DNS     | –             | –             | –                  | –                  | –                  | –                  |
| Darvis Patton | 100 m            | 10,26 s      | 8       | 10,05 s       | 7             | 9,98 s SB          | 5                  | 10,34 s            | 8                  |
| Mike Rodgers | 100 m            | 10,25 s      | 7       | 10,01 s       | 3             | 10,04 s            | 8                  | nicht qualifiziert | nicht qualifiziert |
| Charles Clark | 200 m            | 20,87 s      | 24      | 20,55 s       | 9             | 20,27 s SB         | 5                  | 20,39 s            | 6                  |
| Shawn Crawford | 200 m            | 20,60 s      | 1       | 20,37 s       | 3             | 20,35 s            | 7                  | 19,89 s SB         | 4                  |
| Wallace Spearmon | 200 m            | 20,66 s      | 5       | 20,44 s       | 6             | 20,14 s            | 2                  | 19,85 s SB         | Bronze             |
| Lionel Larry | 400 m            | 45,64 s      | 21      |               |               | 45,85 s            | 17                 | nicht qualifiziert | nicht qualifiziert |
| LaShawn Merritt | 400 m            | 45,23 s      | 5       |               |               | 44,37 s WL         | 1                  | 44,06 s WL         | Gold               |
| Gil Roberts | 400 m            | 46,41 s      | 32      |               |               | nicht qualifiziert | nicht qualifiziert | nicht qualifiziert | nicht qualifiziert |
| Jeremy Wariner | 400 m            | 45,54 s      | 12      |               |               | 44,69 s            | 3                  | 44,60 s SB         | Silber             |
| Ryan Brown | 800 m            | 1:46,92 min  | 17      |               |               | nicht qualifiziert | nicht qualifiziert | nicht qualifiziert | nicht qualifiziert |
| Khadevis Robinson | 800 m            | 1:46,79 min  | 15      |               |               | 1:45,91 min        | 10                 | nicht qualifiziert | nicht qualifiziert |
| Nick Symmonds | 800 m            | 1:47,12 min  | 19      |               |               | 1:45,96 min        | 12                 | 1:45,71 min        | 6                  |
| Bernard Lagat | 800 m            | 3:41,60 min  | 12      |               |               | 3:36,86 min        | 6                  | 3:36,20 min        | Bronze             |
| Bernard Lagat | 1500 m           | 13:23,73 min | 14      |               |               |                    |                    | 13:17,33 min       | Silber             |
| Lopez Lomong | 800 m            | 3:44,89 min  | 35      |               |               | 3:36,75 min        | 5                  | 3:37,62 min        | 8                  |
| Leonel Manzano | 800 m            | 3:42,87 min  | 21      |               |               | 3:36,29 min        | 2                  | 3:40,05 min        | 12                 |
| Dorian Ulrey | 800 m            | 3:38,86 min  | 8       |               |               | 3:39,33 min        | 21                 | nicht qualifiziert | nicht qualifiziert |
| Evan Jager | 1500 m           | 13:39,80 min | 25      |               |               |                    |                    | nicht qualifiziert | nicht qualifiziert |
| Chris Solinsky | 1500 m           | 13:20,64 min | 6       |               |               |                    |                    | 13:25,87 min       | 12                 |
| Matthew Tegenkamp | 1500 m           | 13:19,87 min | 2       |               |               |                    |                    | 13:20,23 min       | 8                  |
| Tim Nelson | 10.000 m         |              |         |               |               |                    |                    | 28:18,04 min       | 17                 |
| Dathan Ritzenhein | 10.000 m         |              |         |               |               |                    |                    | 27:22,28 min PB    | 6                  |
| Galen Rupp | 10.000 m         |              |         |               |               |                    |                    | 27:37,99 min SB    | 8                  |
| Dan Browne | Marathon         |              |         |               |               |                    |                    | 2:16:49 h SB       | 24                 |
| Matt Gabrielson | Marathon         |              |         |               |               |                    |                    | 2:18:41 h SB       | 36                 |
| Nate Jenkins | Marathon         |              |         |               |               |                    |                    | 2:32:16 h SB       | 62                 |
| Edwardo Torres | Marathon         |              |         |               |               |                    |                    | DNS                | DNS                |
| Justin Young | Marathon         |              |         |               |               |                    |                    | DNF                | DNF                |
| Aries Merritt | 110 m Hürden     | 13,70 s      | 27      |               |               | nicht qualifiziert | nicht qualifiziert | nicht qualifiziert | nicht qualifiziert |
| David Payne | 110 m Hürden     | 13,54 s      | 8       |               |               | 13,24 s            | 2                  | 13,15 s            | Bronze             |
| Terrence Trammell | 110 m Hürden     | 13,51 s      | 4       |               |               | 13,24 s            | 2                  | 13,15 s            | Silber             |
| Kerron Clement | 400 m Hürden     | 48,39 s      | 1       |               |               | 48,00 s SB         | 1                  | 47,91 s WL         | Gold               |
| Johnny Dutch | 400 m Hürden     | 49,38 s      | 11      |               |               | 49,28 s            | 12                 | nicht qualifiziert | nicht qualifiziert |
| Bershawn Jackson | 400 m Hürden     | 49,34        | 10      |               |               | 48,23 s            | 2                  | 48,23 s            | Bronze             |
| Angelo Taylor | 400 m Hürden     | 49,64 s      | 18      |               |               | nicht qualifiziert | nicht qualifiziert | nicht qualifiziert | nicht qualifiziert |
| Kyle Alcorn | 3000 m Hindernis | DNF          | DNF     |               |               |                    |                    | nicht qualifiziert | nicht qualifiziert |
| Daniel Huling | 3000 m Hindernis | 8:46,79 min  | 32      |               |               |                    |                    | nicht qualifiziert | nicht qualifiziert |
| Joshua McAdams | 3000 m Hindernis | 9:02,19 min  | 36      |               |               |                    |                    | nicht qualifiziert | nicht qualifiziert |
| Terrence Trammell Mike Rodgers Shawn Crawford Darvis Patton                                                                             | 4 × 100 m        | DSQ          | DSQ     |               |               |                    |                    | –                  | –                  |
| Kerron Clement Angelo Taylor Lionel Larry nur Vorlauf Bershawn Jackson nur Vorlauf Jeremy Wariner nur Finale LaShawn Merritt nur Finale | 4 × 400 m        | 3:01,40 min  | 1       |               |               |                    |                    | 2:57,86 min WL     | Gold               |

#### Sprung/Wurf
| Athlet             | Disziplin      | Qualifikation | Qualifikation | Finale             | Finale             |
| Athlet             | Disziplin      | Weite/Höhe    | Platz         | Weite/Höhe         | Platz              |
| ------------------ | -------------- | ------------- | ------------- | ------------------ | ------------------ |
| Tora Harris        | Hochsprung     | 2,24 m        | 21            | nicht qualifiziert | nicht qualifiziert |
| Andra Manson       | Hochsprung     | 2,30 m        | 5             | 2,23 m             | 9                  |
| Keith Moffatt      | Hochsprung     | 2,27 m        | 9             | 2,23 m             | 11                 |
| Derek Miles        | Stabhochsprung | 5,55 m        | 12            | NMH                | NMH                |
| Jeremy Scott       | Stabhochsprung | 5,55 m        | 14            | nicht qualifiziert | nicht qualifiziert |
| Toby Stevenson     | Stabhochsprung | 5,40 m        | 22            | nicht qualifiziert | nicht qualifiziert |
| Brad Walker        | Stabhochsprung | DNS           | DNS           | –                  | –                  |
| Brian Johnson      | Weitsprung     | 8,09 m        | 7             | 7,86 m             | 9                  |
| Miguel Pate        | Weitsprung     | 7,61 m        | 38            | nicht qualifiziert | nicht qualifiziert |
| Dwight Phillips    | Weitsprung     | 8,44 m        | 1             | 8,54 m             | Gold               |
| Kenta Bell         | Dreisprung     | 16,32 m       | 30            | nicht qualifiziert | nicht qualifiziert |
| Walter Davis       | Dreisprung     | 16,62 m       | 22            | nicht qualifiziert | nicht qualifiziert |
| Brandon Roulhac    | Dreisprung     | 16,94 m       | 14            | nicht qualifiziert | nicht qualifiziert |
| Christian Cantwell | Kugelstoßen    | 20,63 m       | 3             | 22,03 m WL         | Gold               |
| Reese Hoffa        | Kugelstoßen    | 20,23 m       | 6             | 21,28 m            | 4                  |
| Adam Nelson        | Kugelstoßen    | 20,50 m       | 4             | 21,11 m SB         | 5                  |
| Dan Taylor         | Kugelstoßen    | 19,39 m       | 25            | nicht qualifiziert | nicht qualifiziert |
| Casey Malone       | Diskuswurf     | 65,13 m       | 5             | 66,06 m            | 5                  |
| Jarred Rome        | Diskuswurf     | 65,51 m       | 4             | 62,47 m            | 11                 |
| Ian Waltz          | Diskuswurf     | 62,04 m       | 14            | nicht qualifiziert | nicht qualifiziert |
| Jake Freeman       | Hammerwurf     | 74,19 m       | 15            | nicht qualifiziert | nicht qualifiziert |
| A. G. Kruger       | Hammerwurf     | 70,19 m       | 28            | nicht qualifiziert | nicht qualifiziert |
| Michael Mai        | Hammerwurf     | 72,58 m       | 21            | nicht qualifiziert | nicht qualifiziert |
| Sean Furey         | Speerwurf      | 79,28 m SB    | 11            | 74,51 m            | 12                 |
| Mike Hazle         | Speerwurf      | 78,17 m       | 17            | nicht qualifiziert | nicht qualifiziert |
| Chris Hill         | Speerwurf      | 77,14 m       | 24            | nicht qualifiziert | nicht qualifiziert |

#### Zehnkampf
| Athlet       | Disziplin | 100 m      | Weitsprung | Kugelstoßen | Hochsprung | 400 m      | 110 m Hürden | Diskuswurf | Stabhochsprung | Speerwurf  | 1500 m      | Punkte  | Platz |
| ------------ | --------- | ---------- | ---------- | ----------- | ---------- | ---------- | ------------ | ---------- | -------------- | ---------- | ----------- | ------- | ----- |
| Jake Arnold  | Ergebnis  | 11,01 s PB | 6,73 m     | 13,97 m     | 1,96 m     | 49,07 s SB | 14,40 s      | 43,23 m    | 4,70 m         | 57,37 m    | 4:35,93 min | 7837    | 24    |
| Jake Arnold  | Punkte    | 858        | 750        | 727         | 767        | 858        | 924          | 730        | 819            | 698        | 706         | 7837    | 24    |
| Ashton Eaton | Ergebnis  | 10,53 s    | 7,85 m PB  | 12,26 m     | 2,02 m     | 47,75 s    | 14,28 s      | 37,15 m    | 5,00 m SB      | 50,87 m    | 4:45,03 min | 8061    | 18    |
| Ashton Eaton | Punkte    | 968        | 1022       | 622         | 822        | 921        | 939          | 607        | 910            | 601        | 649         | 8061    | 18    |
| Trey Hardee  | Ergebnis  | 10,45 s SB | 7,83 m PB  | 15,33 m PB  | 1,99 m     | 48,13 s SB | 13,86 s SB   | 48,08 m SB | 5,20 m SB      | 68,00 m PB | 4:48,91 min | 8790 WL | Gold  |
| Trey Hardee  | Punkte    | 987        | 1017       | 810         | 794        | 903        | 993          | 830        | 972            | 859        | 625         | 8790 WL | Gold  |

### Frauen

#### Laufdisziplinen
| Athletin | Disziplin        | Vorlauf      | Vorlauf | Viertelfinale | Viertelfinale | Halbfinale         | Halbfinale         | Finale             | Finale             |
| Athletin | Disziplin        | Zeit         | Platz   | Zeit          | Platz         | Zeit               | Platz              | Zeit               | Platz              |
| --- | ---------------- | ------------ | ------- | ------------- | ------------- | ------------------ | ------------------ | ------------------ | ------------------ |
| Carmelita Jeter | 100 m            | 11,22 s      | 1       | 10,94 s       | 2             | 10,83 s PB         | 2                  | 10,90 s            | Bronze             |
| Muna Lee | 100 m            | 11,44 s      | 17      | 11,13 s SB    | 10            | 11,18 s            | 10                 | nicht qualifiziert | nicht qualifiziert |
| Muna Lee | 200 m            | 22,76 s SB   | 4       |               |               | 22,30 s SB         | 3                  | 22,48 s            | 4                  |
| Lauryn Williams | 100 m            | 11,36 s      | 9       | 11,06 s SB    | 6             | 11,01 s SB         | 5                  | 11,01 s SB         | 5                  |
| Allyson Felix | 200 m            | 22,88 s      | 7       |               |               | 22,44 s            | 4                  | 22,02 s            | Gold               |
| Marshevet Hooker | 200 m            | 22,51 s SB   | 1       |               |               | DNF                | DNF                | –                  | –                  |
| ChaRonda Williams | 200 m            | 23,08 s      | 15      |               |               | 22,81 s            | 11                 | nicht qualifiziert | nicht qualifiziert |
| Jessica Beard | 400 m            | 51,72 s      | 15      |               |               | 51,20 s            | 13                 | nicht qualifiziert | nicht qualifiziert |
| Debbie Dunn | 400 m            | 51,13 s      | 4       |               |               | 49,95 s PB         | 5                  | 50,35 s            | 6                  |
| Sanya Richards | 400 m            | 51,06 s      | 3       |               |               | 50,21 s            | 6                  | 49,00 s WL         | Gold               |
| Hazel Clark | 800 m            | 2:02,67 min  | 10      |               |               | 1:59,96 min SB     | 7                  | nicht qualifiziert | nicht qualifiziert |
| Geena Gall | 800 m            | 2:02,63 min  | 9       |               |               | 2:01,30 min        | 14                 | nicht qualifiziert | nicht qualifiziert |
| Maggie Vessey | 800 m            | 2:04,07 min  | 24      |               |               | 2:03,55 min        | 22                 | nicht qualifiziert | nicht qualifiziert |
| Shannon Rowbury | 1500 m           | 4:10,30 min  | 28      |               |               | 4:10,51 min        | 15                 | 4:04,18 min        | Bronze             |
| Anna Willard | 1500 m           | 4:08,13 min  | 5       |               |               | 4:10,47 min        | 14                 | 4:06,19 min        | 6                  |
| Christin Wurth-Thomas | 1500 m           | 4:08,23 min  | 9       |               |               | 4:04,16 min        | 4                  | 4:05,21 min        | 5                  |
| Julie Culley | 5000 m           | 15:32,33 min | 16      |               |               |                    |                    | nicht qualifiziert | nicht qualifiziert |
| Jennifer Rhines | 5000 m           | 15:20,20 min | 11      |               |               |                    |                    | 15:11,63 min       | 9                  |
| Amy Yoder Begley | 10.000 m         |              |         |               |               |                    |                    | 31:13,78 min PB    | 6                  |
| Shalane Flanagan | 10.000 m         |              |         |               |               |                    |                    | 31:32,19 min       | 14                 |
| Katie McGregor | 10.000 m         |              |         |               |               |                    |                    | 32:18,49 min       | 17                 |
| Desiree Davila | Marathon         |              |         |               |               |                    |                    | 2:27:53 h PB       | 10                 |
| Zoila Gómez | Marathon         |              |         |               |               |                    |                    | 2:42:49 h SB       | 50                 |
| Kara Goucher | Marathon         |              |         |               |               |                    |                    | 2:27:48 h SB       | 9                  |
| Paige Higgins | Marathon         |              |         |               |               |                    |                    | 2:37:11 h SB       | 29                 |
| Tera Moody | Marathon         |              |         |               |               |                    |                    | 2:36:39 h SB       | 27                 |
| Teresa Vaill | 20 km Gehen      |              |         |               |               |                    |                    | DNF                | DNF                |
| Damu Cherry | 100 m Hürden     |              |         | 12,71 s       | 4             | 12,76 s            | 9                  | nicht qualifiziert | nicht qualifiziert |
| Dawn Harper | 100 m Hürden     | 12,70 s      | 3       |               |               | 12,48 s PB         | 1                  | 12,81 s            | 7                  |
| Michelle Perry | 100 m Hürden     | 13,68 s      | 34      |               |               | nicht qualifiziert | nicht qualifiziert | nicht qualifiziert | nicht qualifiziert |
| Ginnie Powell | 100 m Hürden     | 12,77 s      | 6       |               |               | 12,73 s            | 7                  | 12,78 s            | 6                  |
| Lashinda Demus | 400 m Hürden     | 54,66 s      | 1       |               |               | 54,25 s            | 4                  | 52,96 s            | Silber             |
| Sheena Tosta | 400 m Hürden     | 56,00 s      | 14      |               |               | 56,31 s            | 17                 | nicht qualifiziert | nicht qualifiziert |
| Tiffany Williams | 400 m Hürden     | 55,25 s      | 5       |               |               | 54,79 s            | 7                  | 53,83 s SB         | 5                  |
| Lindsey Anderson | 3000 m Hindernis | 9:46,03 min  | 30      |               |               |                    |                    | nicht qualifiziert | nicht qualifiziert |
| Jenny Barringer | 3000 m Hindernis | 9:26,81 min  | 9       |               |               |                    |                    | 9:12,50 min AR     | 5                  |
| Bridget Franek | 3000 m Hindernis | 9:50,02 min  | 34      |               |               |                    |                    | nicht qualifiziert | nicht qualifiziert |
| Lauryn Williams Alexandria Anderson Muna Lee Carmelita Jeter                                                                         | 4 × 100 m        | DNF          | DNF     |               |               |                    |                    | –                  | –                  |
| Debbie Dunn Sanya Richards Natasha Hastings nur Vorlauf Jessica Beard nur Vorlauf Allyson Felix nur Finale Lashinda Demus nur Finale | 4 × 400 m        | 3:29,31 min  | 7       |               |               |                    |                    | 3:17,83 min WL     | Gold               |

#### Sprung/Wurf
| Athletin                | Disziplin      | Qualifikation | Qualifikation | Finale             | Finale             |
| Athletin                | Disziplin      | Weite/Höhe    | Platz         | Weite/Höhe         | Platz              |
| ----------------------- | -------------- | ------------- | ------------- | ------------------ | ------------------ |
| Amy Acuff               | Hochsprung     | 1,95 m SB     | 8             | 1,87 m             | 11                 |
| Sharon Day              | Hochsprung     | 1,89 m        | 17            | nicht qualifiziert | nicht qualifiziert |
| Chaunté Lowe            | Hochsprung     | 1,95 m        | 4             | 1,96 m             | 7                  |
| Stacy Dragila           | Stabhochsprung | 4,25 m        | 22            | nicht qualifiziert | nicht qualifiziert |
| Chelsea Johnson         | Stabhochsprung | 4,55 m        | 6             | 4,65 m SB          | Silber             |
| Jillian Schwartz        | Stabhochsprung | 4,50 m        | 14            | nicht qualifiziert | nicht qualifiziert |
| Brianna Glenn           | Weitsprung     | 6,53 m        | 11            | 6,59 m             | 9                  |
| Funmi Jimoh             | Weitsprung     | 6,34 m        | 21            | nicht qualifiziert | nicht qualifiziert |
| Brittney Reese          | Weitsprung     | 6,78 m        | 2             | 7,10 m WL          | Gold               |
| Shani Marks             | Dreisprung     | 13,67 m       | 27            | nicht qualifiziert | nicht qualifiziert |
| Erica McLain            | Dreisprung     | 13,39 m       | 32            | nicht qualifiziert | nicht qualifiziert |
| Shakeema Walker-Welsch  | Dreisprung     | 14,01 m       | 17            | nicht qualifiziert | nicht qualifiziert |
| Jillian Camarena        | Kugelstoßen    | 16,92 m       | 23            | nicht qualifiziert | nicht qualifiziert |
| Michelle Carter         | Kugelstoßen    | 18,44 m       | 9             | 18,96 m            | 6                  |
| Kristin Heaston         | Kugelstoßen    | 14,98 m       | 28            | nicht qualifiziert | nicht qualifiziert |
| Becky Breisch           | Diskuswurf     | 58,50 m       | 22            | nicht qualifiziert | nicht qualifiziert |
| Stephanie Brown Trafton | Diskuswurf     | 61,23 m       | 11            | 58,53 m            | 12                 |
| Aretha Thurmond         | Diskuswurf     | 61,08 m       | 12            | 59,89 m            | 10                 |
| Amber Campbell          | Hammerwurf     | 70,54 m       | 10            | 70,08 m            | 11                 |
| Jessica Cosby           | Hammerwurf     | 72,21 m PB    | 4             | 72,17 m            | 7                  |
| Erin Gilreath           | Hammerwurf     | 66,72 m       | 25            | nicht qualifiziert | nicht qualifiziert |
| Kara Winger             | Speerwurf      | 52,71 m       | 29            | nicht qualifiziert | nicht qualifiziert |
| Rachel Yurkovich        | Speerwurf      | 59,57 m       | 11            | 51,15 m            | 12                 |

#### Siebenkampf
| Athletin      | Disziplin | 100 m Hürden | Hochsprung | Kugelstoßen | 200 m      | Weitsprung | Speerwurf  | 800 m          | Punkte | Platz |
| ------------- | --------- | ------------ | ---------- | ----------- | ---------- | ---------- | ---------- | -------------- | ------ | ----- |
| Sharon Day    | Ergebnis  | 13,90 s      | 1,89 m     | 13,42 m PB  | 25,15 s    | 5,69 m     | 44,14 m PB | 2:13,84 min    | 6126   | 10    |
| Sharon Day    | Punkte    | 993          | 1093       | 755         | 873        | 756        | 747        | 909            | 6126   | 10    |
| Diana Pickler | Ergebnis  | 13,50 s      | 1,77 m     | 12,40 m     | 24,75 s SB | 6,24 m SB  | 41,13 m    | 2:15,60 min PB | 6086   | 11    |
| Diana Pickler | Punkte    | 1050         | 941        | 688         | 910        | 924        | 689        | 884            | 6086   | 11    |
| Bettie Wade   | Ergebnis  | 13,79 s PB   | 1,80 m     | NMW         | 24,98 s SB | 6,18 m     | 36,70 m PB | 2:25,50 min    | 5134   | 24    |
| Bettie Wade   | Punkte    | 1008         | 978        | 0           | 889        | 905        | 604        | 750            | 5134   | 24    |